# Llamada a la acción
En mercadotecnia, y particularmente en la mercadotecnia digital, el call to action (abreviado CTA, en ocasiones traducido como llamada a la acción o llamamiento a la acción) es un estímulo que trata de inducir una respuesta inmediata del público. Se trata generalmente de textos concisos que contienen verbos de acción en imperativo e incorporan un sentido de urgencia, como «llame ahora» o «descubra nuestras ofertas».
En el diseño web, puede tomar la forma de un banner, un botón o un hiperenlace pensado para que el usuario haga clic en él. En caso de que una página web incluya varios calls to action, estos pueden estar jerarquizados, de forma que haya uno más prioritario, denominado call to action primario, que destaque sobre los demás al contar con un diseño más llamativo, un tamaño de letra mayor, etc.
Se trata de un elemento esencial de la mercadotecnia de atracción (o inbound marketing), así como de la mercadotecnia de permiso, en el sentido de que trata activamente de llevar al usuario a través del embudo de conversión para convertirlo en cliente. El objetivo de un CTA en una página web es que el usuario haga clic en él, o lo escanee en el caso de un código QR, y su éxito se puede medir a través de la proporción de clics o click-through rate, que es el cociente entre el número de clics que recibe un CTA y el número de veces que se ha mostrado. Se puede tratar de maximizar la efectividad a través de una prueba A/B, en la que se muestran dos diseños distintos a los usuarios y el que consigue la mayor efectividad se convierte en el estándar.